# ニッサンカ・マッラ
ニッサンカ・マッラまたはニッサンカ・マーラ（シンハラ語: නිස්සංක මල්ල、英: Nissanka Malla）は、スリランカのポロンナルワ王国の王（在位：1187年 - 1196年）である。ランコトゥ・ヴィハーラ仏塔やハタダーゲ、ニッサンカ・ラタ・マンダパヤなどを建造したほか、古い寺院や灌漑用貯水池の修復事業を進めた。
カリンガ国の出身であったニッサンカ・マッラは、仏教徒のみがスリランカの統治資格を有すると宣言し、自らの地位を確保するとともに、王権に対する主張を正当化した。建設や改修などの幅広い事業に多額の資金を投入する一方、民には犯罪を抑制する目的でお金を分け与えるなどした。外交面では、複数の国と友好関係を保ちつつ、南インドに攻め入った。

## 出自
ニッサンカ・マッラがダンブッラに作らせた石碑には、出身がカリンガ国であり、スリランカの初代王とされるウィジャヤの子孫であると記されている。ルワンワリサーヤにある別の碑文には、イクシュヴァーク家の血を引き、カリンガ王家の一員としてシンハプラに生まれたとある。ガルポタの石碑によれば、1157年または1158年、母パールヴァティ女王と父ジャヤゴパ王の間に生まれた。同じ碑文に、父ジャヤゴパが当時シンハプラの王であったことも記されている。
パラークラマ・バーフ1世の後を継いだヴィジャヤ・バーフ2世に招かれてスリランカに入ったニッサンカ・マッラは、ヴィジャヤ・バーフのアエパ（シンハラ語：ඈපා、公爵または副王）に任命された。

## 即位
1187年、カリンガ国出身のマヒンダ6世がヴィジャヤ・バーフ2世を殺害して王座を奪うと、そのわずか5日後にニッサンカ・マッラがマヒンダ6世を倒して自ら即位した。これにより、カリンガの王統がポロンナルワを治めることになった。
王は自身がスリランカの初代ウィジャヤの子孫であると主張し、王位を継承する権利を正当化した。また、スリランカの統治者は仏教に帰依する人物でなければならないと宣言し、その地位をさらに固めた。ガルポタの碑文には、「カリンガ王家がスリランカの正当な相続人であり、非仏教徒がスリランカで権力の座についてはならない」と記されている。
ニッサンカ・マッラは、パラークラマ・バーフ1世の義理の息子または甥にあたる人物であった。妻は、Kalinga Subadradevi（カリンガ・スバドラデヴィ）と、Gangavamsa Kalyanamahadevi（ガンガヴァムサ・カリャナマハデヴィ）の2人がいた。
『マハーワンサ』には、ニッサンカ・マッラが Kirti Nissanka の名でも記されている。また、王の時代に鋳造された貨幣には Kalinga Lankesvara の名が使われている。また、他にも「名声の泉」、「地上の守護者」、「世界をあまねく照らす光明」などの呼び方が碑文に見られる。

## 治世

### 経済
強盗が発生する原因は抑圧と重税だと考えた王は、パラークラマ・バーフ1世時代の税を大幅に緩和し、民にお金や金、牛、土地、その他の価値あるものを分配した。その一方でニッサンカ・マッラは、建築事業でパラークラマ・バーフ1世を超える実績を作ろうとしたため、王国の財政は壊滅に近い状態に陥った。

### 外交
パガン王朝との戦争終結（1181年）を受けて、ニッサンカ・マッラはビルマとの友好関係を回復した。また、クメール王朝などとの関係も維持した。カンボジアに送り出した仏教布教使節は、カンボジアを上座部へと改宗させるに至った。東南アジアで見つかっているパーリ語経典は、このときの使節団によってもたらされた可能性がある。

### 領土
パラークラマ・バーフ1世の時代にスリランカの支配下に入った南インドのラーメーシュワラムは、ニッサンカ・マッラの治世中も引き続きスリランカ王国の領土であった。ラーメーシュワラムには、王が改築を施して Nissankesvara と改名した寺院がある。ニッサンカ・マッラは、南インドのパーンディヤ朝とチョーラ朝の支配地にも攻め込んだ。

### 建築事業

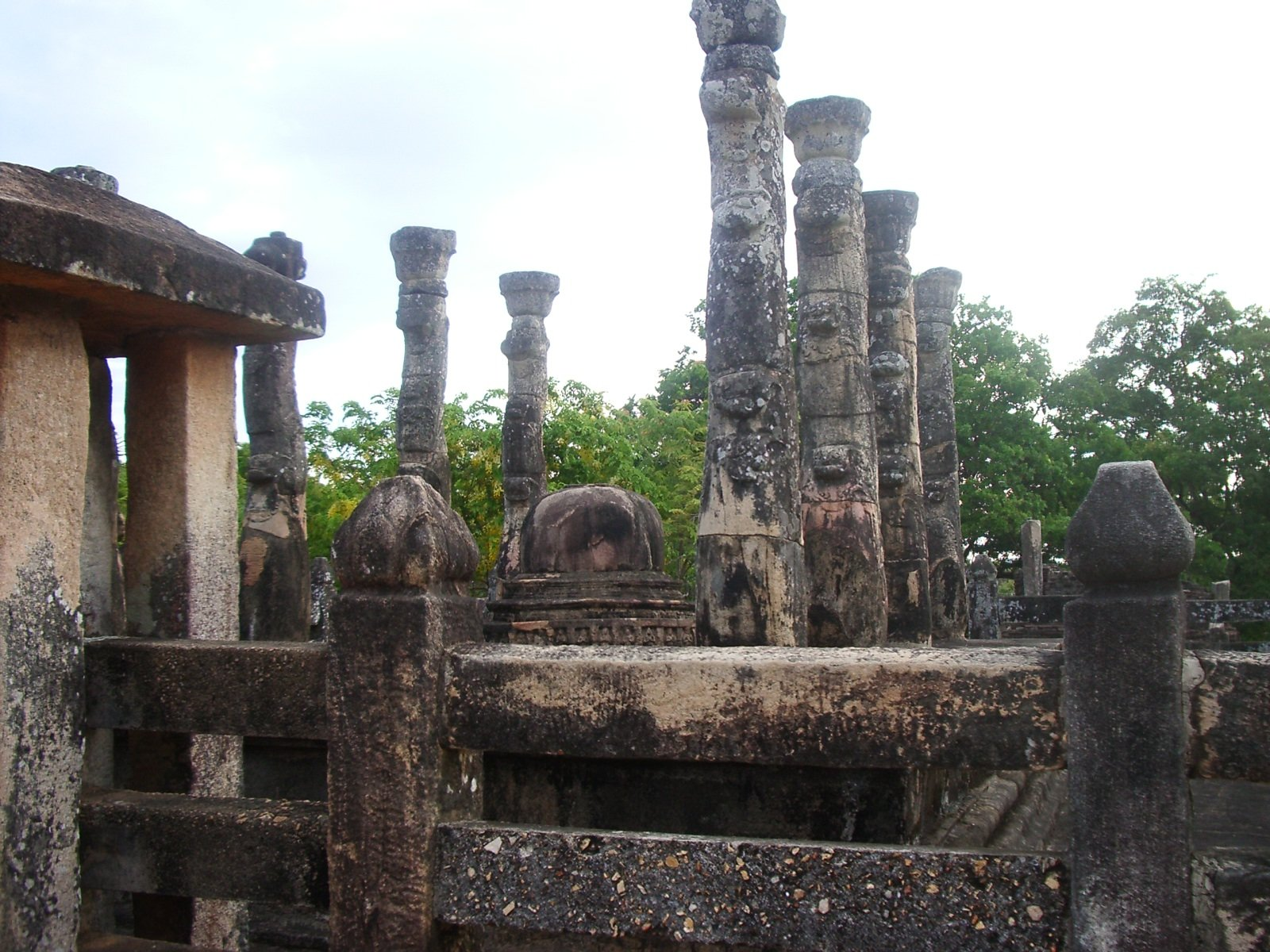
ニッサンカ・マーラ王が建造したニッサンカ・ラタ・マンダパヤ

ニッサンカ・ラター・マンダパラヤは、王によって建てられた堂で、僧が呪文を唱えるために使われたと考えられている。花崗岩の支柱8本で木造の屋根を支えていたが、屋根は現存していない。柱は蓮の茎の形に彫られており、上部は蓮の花の蕾になっている点が特徴的である。
ハタダーゲも、ニッサンカ・マッラが建立した建造物のひとつで、仏歯を祀るための寺院である。また、スリランカで 4番目に大きいストゥーパ、ランコトゥ・ヴィハーラも建造した。
ダンブッラの石窟寺院は、ニッサンカ・マッラによって大規模な修繕が行われた。岩の碑文には、王がこの事業に7ラクシャを費やしたと記録されている。しかし、王自身による別の碑文には1ラクシャと記されている。ニッサンカ・マッラは金箔を施した仏像73体を追加し、寺院に「黄金の石窟」を意味する Svarnagiri-guha と名前を付けた。王自身の像も作られ、石窟の1つに納められた。